# Zihuatanejo de Azueta
Zihuatanejo de Azueta è un comune del Messico, situato nello stato di Guerrero.